# Christian Scholz (Koptologe)
Christian Scholz (* 23. Juli 1697 in Berlin; † 6. August 1777 ebenda), auch Christian Scholtz geschrieben, war ein deutscher reformierter Theologe und koptischer Sprachforscher.
Scholz, ein Sohn des Potsdamer Pfarrers Johann Friedrich Gottfried Scholtz (1657–1731) und Enkel des Berliner Hofpredigers Anton Brunsen, war von 1726 bis 1735 Pfarrer in Züllichau, anschließend reformierter Hofprediger in Stettin (1735–1738) und Küstrin (1738/39). 1739 wurde er zum Domprediger mit Hofpredigerrang am reformierten Berliner Dom berufen, wo er bis zu seinem Tod wirkte.
Scholz wurde bekannt durch seine koptischen Studien. Die ersten Entwürfe einer Grammatik und eines Lexikons der koptischen Sprache stammen von Athanasius Kircher. Weitere Versuche stammen von Christian Blumberg (1716) und D. Wilkins. Maturin Veyssière de La Croze arbeitete ein größeres koptisches Wörterbuch aus, erlebte aber die Fertigstellung nicht mehr. Ein Schüler von La Croze, Paul Ernst Jablonski, führte mit seinem Schwager Scholz umfangreiche Korrespondenz darüber. Durch ihn erhielt Scholz manche von La Croze und ihm selbst gesammelte Handschriften und benutzte auch die koptischen Handschriften der Berliner Bibliothek zur Vervollständigung in anderen Dialekten. Er besorgte sich das Manuskript des La Croze'schen Lexikons aus Leiden und ließ es durch Karl Gottfried Woide abschreiben. Er gab schließlich selbst das La Croze'sche Lexikon des Koptischen heraus, das als Lexicon Ægyptiaco-Latinum von Woide gekürzt und mit Anmerkungen und Indices versehen und 1775 in Oxford auf Kosten der Universität gedruckt wurde. Scholz arbeitete auch an einer koptischen Grammatik, die postum als Grammatica Ægyptiaca utriusque dialecti von Woide herausgegeben wurde.
Scholz war ab 1733 in zweiter Ehe mit Charlotte Jablonski (1707 – nach 1768) verheiratet, einer Tochter des Oberhofpredigers Daniel Ernst Jablonski. Sein Sohn Karl Friedrich († 1802) war von 1763 bis 1793 reformierter Hofprediger zu Spandau.

## Schriften
- Lexicon Ægyptiaco-Latinum., Clarendon Press, Oxford 1775.
- Grammatica Ægyptiaca utriusque dialecti., Clarendon Press, Oxford 1778.

## Einzelnachweis
1. ↑  Eintrag im Thesaurus des Consortium of European Research Libraries (CERL).

| Personendaten    | Personendaten                                              |
| ---------------- | ---------------------------------------------------------- |
| NAME             | Scholz, Christian                                          |
| ALTERNATIVNAMEN  | Scholtz, Christian; Scholtz, Christiani                    |
| KURZBESCHREIBUNG | deutscher reformierter Theologe, koptischer Sprachforscher |
| GEBURTSDATUM     | 23. Juli 1697                                              |
| GEBURTSORT       | Berlin                                                     |
| STERBEDATUM      | 6. August 1777                                             |
| STERBEORT        | Berlin                                                     |